# Alex Pagulayan

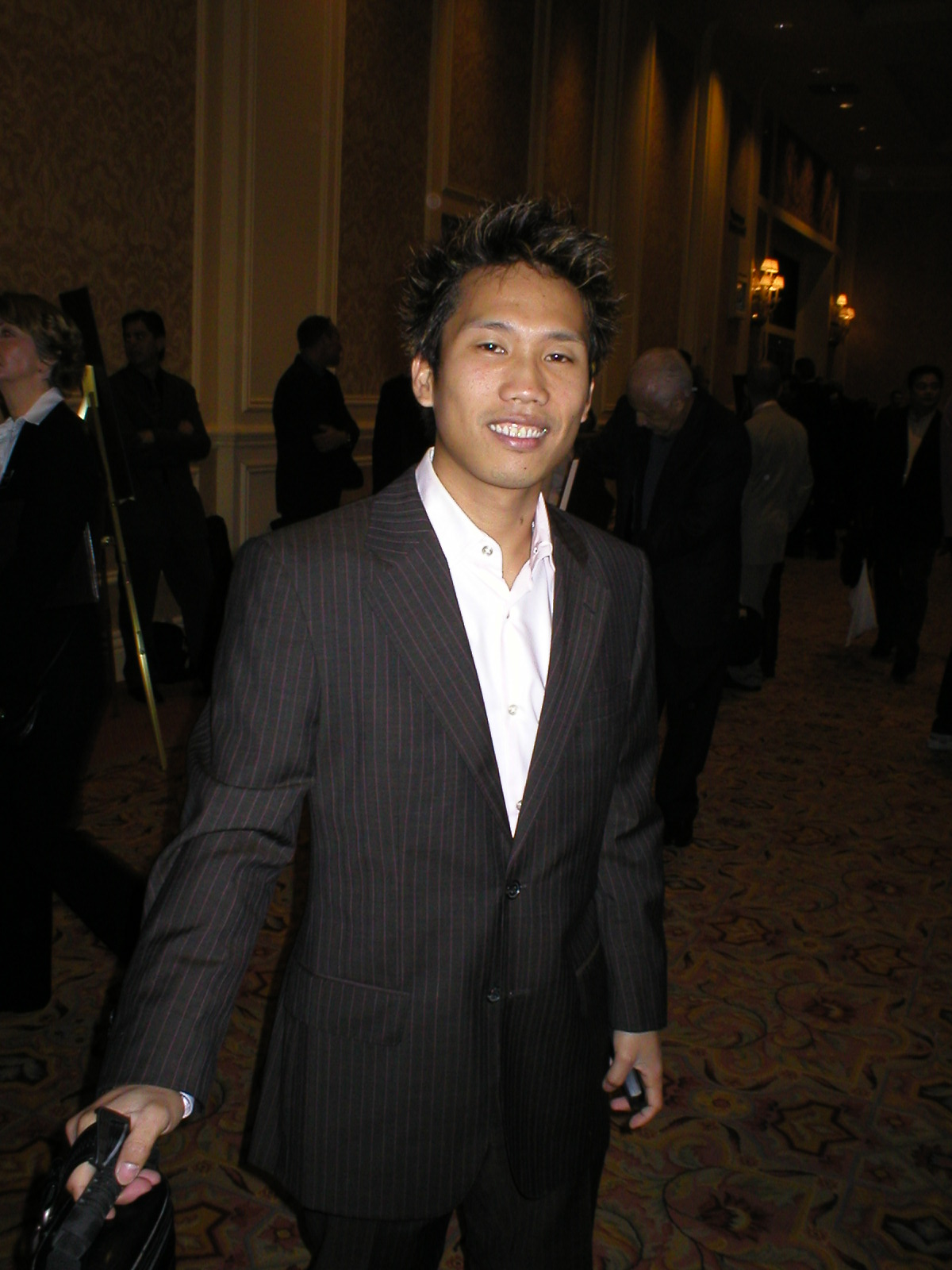

Alejandro Salvador 'Alex' Pagulayan (Cabagan, 25 juni 1978) is een Filipijns-Canadees pool-biljarter. Hij won onder meer het wereldkampioenschap 9-ball van 2004 en het World Pool Masters Tournament 2008.
Pagulayan wordt in de poolwereld ook wel The Lion en The Killer Pixie genoemd.
Pagulayan werd geboren in de Filipijnen, maar verhuisde op zijn dertiende met zijn ouders naar Canada. Zijn vader beheerde er een poolhal. In 2004 keerde hij terug naar zijn geboorteland.
Behalve pooler is Pagulayan eveneens een verdienstelijk snookerspeler. In beide biljartdisciplines won hij internationale prijzen. In 2004 werd hij officieus de tweede Filipijnse wereldkampioen 9-ball na Efren Reyes. Officieel volgde echter Ronato Alcano in 2006 als eerste zijn landgenoot Reyes op, omdat Pagulayan ten tijde van zijn wereldtitel nog voor Canada uitkwam.

## Erelijst
Winnaar van:
- World Pool Masters Tournament 2008
- World Summit of Pool 2007
- Philippine National Championship 2006
- Goud met het Filipijnse snookerteam tijdens de Zuidoost-Aziatische Spelen 2005
- US Open Nine-ball Championship 2005
- Derby City Classic Ten-ball Ring Game 2005
- SML Entertainment Nine-ball 2005
- WPA World Nine-ball Championship 2004
- Joss Tour Grand Final 2003
- Carolinas Open Nine-ball Division 2003
- IBC Western Canadian Open 2003
- World Pool Trickshot Champion 2002

## Trivia
- Tijdens het BCA Open Nine-ball Championship 2004 potte Pagulayan zes van de negen ballen met zijn afstoot in het eerste rack van de halve finale, tegen zijn landgenoot Santos Sambajon.